# Originál (album, Marek Ztracený)
Originál je sedmé studiové album českého zpěváka Marka Ztraceného. Vyšlo 21. června 2023 vlastním nákladem v distribuci Supraphonu. Z alba pochází singly „Moje milá“, „Originál“, „Vítr do plachet“, „Stále věřím“, „Pomalu“ a „Vánoce jako dřív“, které v letech 2020–2023 vládly[zdroj⁠?!] rozhlasovému éteru.

## Seznam skladeb
Všechny skladby napsal(i) Marek Ztracený. 
| Pořadí         | Název                                | Délka |
| -------------- | ------------------------------------ | ----- |
| 1.             | Moje milá                            | 3:29  |
| 2.             | Vítr do plachet                      | 3:14  |
| 3.             | Originál                             | 2:43  |
| 4.             | Stále věřím                          | 3:11  |
| 5.             | Pomalu                               | 3:52  |
| 6.             | Neměnil bych                         | 3:21  |
| 7.             | To samo                              | 3:06  |
| 8.             | Boj                                  | 2:58  |
| 9.             | Carpe diem                           | 2:50  |
| 10.            | Vím to                               | 3:18  |
| 11.            | Vánoce jako dřív (ft. Hana Zagorová) | 3:10  |
| Celková délka: | Celková délka:                       | 35:12 |